# Frankfort (Dakota Południowa)
Frankfort – miasto w Stanach Zjednoczonych, w stanie Dakota Południowa, w hrabstwie Spink.